# Rẻ quạt
Cây rẻ quạt hay còn gọi xạ can, lưỡi đồng (danh pháp hai phần: Iris domestica) là một loài cây bụi thuộc họ Diên vĩ có nguồn gốc từ Trung Quốc và Nhật Bản. Loài này được (L.) Goldblatt & Mabb. mô tả khoa học đầu tiên năm 2005.

## Đặc điểm sinh học
Cây thuộc loại thân thảo, có thân rễ dài, mọc bò sát đất, thân cao khoảng 0,5m mang lá mọc thẳng đứng dái 1m. Lá cây hình ngọn giáo dài mọc thẳng xếp hai dãy trên một mặt phẳng, gân lá song song. Cụm hoa có cuống dài 20–40 cm, bao hoa có 6 mảnh màu vàng, cam có đốm đỏ. Quả nang hình trứng có sọc ngang, chứa nhiều hạt nhỏ màu xanh đen, hình cầu, sáng bóng.

## Phân bố
Cây mọc hoang dại vùng đồi núi trung du, bãi cỏ sườn núi, ven suối, bãi bồi ven sông. Cây trồng bằng hạt hay tách bụi. Trên thế giới chủ yếu mọc ở Ấn Độ, Trung Quốc, Triều Tiên, Nhật Bản, Lào, Philipin. Ở Việt Nam có nhiều tại Lào Cai, Lạng Sơn, Vĩnh Phúc, Hà Nội, Hòa Bình, Ninh Bình, Thanh Hóa, Nghệ An, Thừa Thiên Huế, Thành phố Hồ Chí Minh, Cần Thơ.

## Công dụng
Cây rẻ quạt thường được gây trồng để làm cảnh và làm thuốc. Trong thân rễ có glucosid là belamcandin, shekanin, tectoridin, iridin và irisfloretin.
Theo Đông y có vị đắng, tính hàn, thanh nhiệt giải độc, tán kết tiêu viêm, chỉ khái hóa đàm. Thân rễ và lá đều nhuận tràng lợi tiêu hóa. Vì vậy thường dùng rẻ quạt để trị viêm họng sưng đau, ho nhiều đờm rãi, kết đàm hạch; trong tai đau nhức, sưng amidan, sưng vú, tắc sữa; đại tiện không thông; đau bụng khi thấy kinh. Dùng ngoài trị vết thương trẹo chân, rắn cắn, đắp vết thương và trị đau răng.